# Izumo Fudoki

Provinz Izumo, heute in der Präfektur Shimane

Izumo Fudoki (jap. 出雲国風土記, Kyūjitai: 出雲國風土記, Izumo no Kuni Fudoki etwa: „Landschaftsbeschreibung von Izumo“) ist eine Chronik mit Angaben zur Geographie, Fauna, Flora und landwirtschaftlichen Produktion sowie zum Brauchtum, der Geschichte und Mythologie der Provinz Izumo. Neben der Größe und Entfernung von Ortschaften zueinander behandelt es auch Fragen der Bodenschätze und landwirtschaftlichen Nutzung.  Es ist das einzige nahezu vollständig erhaltene der sogenannten „alten Fudoki“ (kofudoki). Es wurde 713 von Tennō Gemmei in Auftrag gegeben und laut einem Bericht an den Shōmu Tennō im Februar 733 fertiggestellt. Abweichend vom Kojiki und Nihonshoki beinhaltet das Izumo Fudoki den Mythos „Kunibiki shinwa“ (国引き神話 „Die Legende vom Landziehen“). Der Mythos schildert die Entstehung der Provinz Izumo durch den Kami (a) Yatsukamizu Omizunu (八束水臣津野). Das Izumo Fudoki nennt daneben weitere Kami, die mit einzelnen Bezirken und Dorfgemeinschaften verbunden und für diese auch namensgebend waren.

## Manuskripte
Der Text des Izumo Fudoki ist durchgängig in Kanbun verfasst. Eine aus der Nara-Zeit, der Entstehungszeit des Izumo Fudoki überlieferte Handschrift ist nicht mehr vorhanden. Bis heute sind ca. 70 Abschriften des Izumo Fudoki erhalten. Als älteste Abschrift gilt gegenwärtig das Hosokawa-Manuskript von Hosokawa Fujitaka aus dem Jahr 1597. Ebenfalls aus diesem Zeitraum stammt das Kurano-Manuskript, das sich im Besitz von Kenji Kurano (1902–1991) befand.
Seit der vormodernen Zeit (zu Beginn der Edo-Zeit) verbreitete sich zudem eine große Zahl von Abschriften über die Owari-Linie der Tokugawa-Familie und durch Abschriften des Kommentarwerks Man’yōi (万葉緯) des Kamigamo-Schreins (賀茂別雷神社, Kamo-wakeikazuchi) in Kyōto. Das aus diesem Umfeld stammende Hinomisaki-Manuskript, das dem Hinomisaki-Schrein von Tokugawa Yoshinao gestiftet und dort aufbewahrt wurde, ist von der Präfektur Shimane zum materiellen Kulturgut der Präfektur deklariert worden.
Das Izumo Fudoki war insbesondere seit der Edo-Zeit kontinuierlich und wiederholt Gegenstand wissenschaftlicher Abhandlungen und Kommentare. Neben dem Kommentarwerk von Sakyuji Kishizaki von 1683 (siehe Weblinks) können exemplarisch die Werke von Senge Toshikine (1764–1831) Teisei Izumo Fudoki (訂正出雲風土記, etwa: „korrigierte (Ausgabe) des Izumo Fudoki“, 1806), das Izumo Fudoki Kōshō (出雲国風土記考証, etwa: „Quellen des Izumo Fudoki“, 1931) von Gotō Kurashirō (1865–1945) und das Izumo Fudoki Sankyū (出雲国風土記参究, 1962) von Katō Yoshinari (1905–1983) genannt werden.

## Inhalt

### Geografische Informationen
Der Auftrag zur Zusammenstellung des Fudoki wurde vom Staatsministerium, dem Dajō-kan (太政官), als Auftrag die Informationen zu sammeln und zurückzuliefern an die lokalen Beamten (Kokushi) weitergegeben. Die Herausgabe des Gesamtwerks oblag nach Anmerkungen im Izumo Fudoki Miyake no Omi Kanatari (神宅臣金太理) (b) und Izumo no Omi Hiroshima (出雲臣廣嶋).
Am Anfang des Izumo Fudoki werden allgemeine Daten zur Provinz angegeben. Die Größe wird von Ost nach West mit 45,6 Meilen von Nord nach Süd mit 61 Meilen angegeben. Zur Provinz gehören neun Bezirke (郡, kōri), 62 Sato (里, „Dorfgemeinschaft“) mit 181 Kosato (小里, „Ortsteile der Dorfgemeinschaften“), vier Amaribe (餘戸), sechs Umaya (驛家, „Poststationen“) und sieben Kambe (神戸, „Schreinhaushalt“). Außerdem wird die Anzahl der Schreine auf insgesamt 399 beziffert, wovon 184 registriert und 215 nicht beim Jingikan (神祇官, „Amt für Kami-Verehrung“) registriert sind. Schwind errechnet anhand der angegebenen Zahlen unter Verwendung von Faustgrößen eine Bevölkerungszahl von 85.000 Personen für die Provinz Izumo. (c)
Daten zu den neun Bezirken
Die Verkehrswege, Pflanzen und Tiere werden für alle nachstehenden Bezirke genannt, sind hier jedoch nicht im Detail aufgelistet. Produkte, Festivitäten und Legenden werden im Izumo Fudoki nicht durchgängig für alle Bezirke angegeben. Jeder Abschnitt zu einem Bezirk endet mit der Nennung der für die Daten verantwortlichen Beamten. Am Ende des Izumo Fudoki steht eine Übersicht mit militärischen Daten, wie der Truppengrößen und Wehranlagen der Bezirke.
1. Ou no kōri (意宇郡) umfasst elf Sato, 33 Kosato, drei Poststationen und drei Schreinhaushalte
  - Dorfgemeinschaften: Mori (母理郷), Yashiro (屋代郷), Tatenuhi (楯縫郷), Yasuki (安来郷),  Yamakuni (山国郷), Ihinashi (飯梨郷), Tone (舎人郷), Ohokusa (大草郷), Yamashiro (山代郷),  Hayashi (拝志郷), Shishiji (宍道郷)
  - Poststationen: Noki (野城驛),  Kuroda (黒田驛), Shishiji (宍道驛)
  - Schreinhaushalte: Izumo-kambe (出雲神戸), Kamo-kambe (賀茂神戸), Imbe-kambe (忌部神戸)
  - Shinto-Schreine: 48 registrierte, 19 nicht registrierte Schreine
  - Berge: Nagaye-yama (長江山), Atsugaki-yama (暑垣山), Takano-yama (高野山), Kumano-yama (熊野山), Kutami-yama (久多美山), Tamatsukuni-yama (玉作山), Kamunabi-yama (神名樋山),
  - Flüsse, Seen und Inseln des Bezirks werden aufgelistet
  - Pflanzen und Tiere des Bezirks werden aufgelistet
  - Verkehrswege und ihre Länge werden verzeichnet
  - Nennung der Personen, die die Informationen zusammengetragen haben
  - Sonstiges: Erwähnung des kami Amatsuko (天津子) (Yamashiro), in Yamakuni befinden sich zudem 29 Steuerämter (shōsō), Legende: 674 wird die Tochter des (60 Jahre alten) Imaro am Kap Himesaki von einem Krokodile angefallen und getötet. Imaro fleht die kami um ihren Beistand an und tötet den Krokodile, der seine Tochter anfiel. Beim Ausweiden des Krokodiles wird ein Bein des Mädchens gefunden.
2. Shimane no kōri (嶋根郡) umfasst acht Dorfgemeinschaften, 24 Ortsteile, drei Poststationen und drei Schreinhaushalte
  - Dorfgemeinschaften: Yamaguchi (山口郷), Asakumi (朝酌郷), Tashimi (手染郷), Miho (美保郷), Kataye (方結郷), Kaga (加賀郷), Ikuma (生馬郷), Hohoki (法吉郷)
  - Poststationen: Chikumi (千酌驛), (zwei fehlen in der Auflistung)
  - Shinto-Schreine: 14 registrierte, 45 nicht registrierte Schreine
  - Pflanzen und Tiere des Bezirks werden aufgelistet
  - Berge (6), Flüsse, Seen und Inseln des Bezirks werden aufgelistet
  - Verkehrswege und ihre Länge werden verzeichnet
  - Von Produkten, Festivitäten und Legenden wird berichtet
  - Nennung der Personen, die die Informationen zusammengetragen haben
3. Akika no kōri (秋鹿郡) umfasst vier Dorfgemeinschaften, 12 Ortsteile und einen Schreinhaushalt
  - Dorfgemeinschaften: Etomo (惠曇郷), Tada (多太郷), Ohono (大野郷), Inu (伊農郷)
  - Shinto-Schreine: 10 registrierte, 16 nicht registrierte Schreine
  - Pflanzen und Tiere des Bezirks werden aufgelistet
  - Berge (5), Flüsse, Seen und Inseln des Bezirks werden aufgelistet
4. Tatenuhi no kōri (楯縫郡) umfasst vier Dorfgemeinschaften, 12 Ortsteile und einen Schreinhaushalt
  - Dorfgemeinschaften: Saka (佐香郷), Tatenuhi (楯縫郷), Kutami (玖潭郷), Nuta (沼田郷)
  - Shinto-Schreine: 9 registrierte, 19 nicht registrierte Schreine
  - Pflanzen und Tiere des Bezirks werden aufgelistet
  - Berge (3), Flüsse, Seen und Inseln des Bezirks werden aufgelistet
5. Izumo no kōri (出雲郡) umfasst acht Dorfgemeinschaften, 12 Ortsteile und einen Schreinhaushalt
  - Dorfgemeinschaften: Takerube (健部郷), Shitsune (漆治郷), Kafuchi (河内郷), Izumo (出雲郷), Kizuki (杵築郷), Inu (伊努郷), Mitami (美談郷)
  - Shinto-Schreine: 58 registrierte, 64 nicht registrierte Schreine
  - Pflanzen und Tiere des Bezirks werden aufgelistet
  - Berge (2), Flüsse, Seen und Inseln des Bezirks werden aufgelistet
6. Kamuto no kōri (神門郡) umfasst acht Dorfgemeinschaften, 22 Ortsteile, zwei Poststationen und einen Schreinhaushalt
  - Dorfgemeinschaften: Asayama (朝山郷), Heki (日置郷), Yamuya (鹽冶郷), Yano (八野郷), Takakishi (高岸郷), Koshi (古志郷), Namesa (滑狭郷), Taki (多伎郷)
  - Poststationen: Sayufu (狹結驛), Taki (多伎驛), (eine fehlt in der Auflistung)
  - Shinto-Schreine: 25 registrierte, 12 nicht registrierte Schreine
  - Pflanzen und Tiere des Bezirks werden aufgelistet
  - Berge (9), Flüsse, Seen und Inseln des Bezirks werden aufgelistet
7. Ihishi no kōri (飯石郡) umfasst sieben Dorfgemeinschaften und 19 Ortsteile
  - Dorfgemeinschaften: Kumatani (熊谷郷), Mitoya (三屋郷), Ihishi (飯石郷), Tane (多禰郷), Susa (須佐郷), Hata (波多郷), Kijima (来嶋郷)
  - Shinto-Schreine: 5 registrierte, 16 nicht registrierte Schreine
  - Pflanzen und Tiere des Bezirks werden aufgelistet
  - Berge (12), Flüsse, Seen und Inseln des Bezirks werden aufgelistet
8. Nita no kōri (仁多郡) umfasst vier Dorfgemeinschaften und 12 Ortsteile
  - Dorfgemeinschaften: Mitokoro (三處郷), Fuse (布勢郷), Misaha (三澤郷), Yokota (横田郷)
  - Shinto-Schreine: 2 registrierte, 8 nicht registrierte Schreine
  - Pflanzen und Tiere des Bezirks werden aufgelistet
  - Berge (7), Flüsse, Seen und Inseln des Bezirks werden aufgelistet
9. Ohoharu no kōri (大原郡) umfasst acht Dorfgemeinschaften und 24 Ortsteile
  - Dorfgemeinschaften: Kamuhara (神原郷), Yashiro (屋代郷), Yauchi (屋裏郷), Sase (佐世郷), Ayo (阿用郷), Ushiho (海潮郷), Kisuki (來次郷), Hi (斐伊郷) (auch: Hii)
  - Shinto-Schreine: 13 registrierte, 16 nicht registrierte Schreine
  - Pflanzen und Tiere des Bezirks werden aufgelistet
  - Berge (5), Flüsse, Seen und Inseln des Bezirks werden aufgelistet

### Kami
Das Suffix mikoto (命) zeigt an, dass es sich um einen kami (a) handelt. Es ist in der folgenden Auflistung nicht aufgeführt.
- Yatsukamizu Omitsunu (八束水臣津野命): namensgebend für die Provinz Izumo. Wird in der Regel mit dem zu Susanoos Stammbaum gehörenden kami Omizuno (淤美豆奴命) aus dem Kojiki gleichgesetzt.
- Amenoshita-tsukurashishi-ōkami (所造天下大神) Ōnamochi (大穴持命)
- Futsunushi (布都努志命): wird im Zusammenhang mit den Dorfgemeinschaften Tatenuhi und Yamakuni im Bezirk Ou erwähnt.
- Kamususanoo (神須佐乃烏命)
- Izanagi (伊弉奈枳命)
- Ajisukitakahiko (阿遅須枳高日子命)
- Kamimusubi (神魂命)
- Sada-no-Ōkami (佐太大神)
- Unojihiko (宇乃治比古命)